# Außenanlage (Bauwesen)

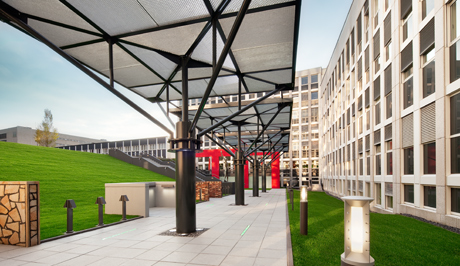
Außenanlage der TRILUX Akademie

Außenanlagen sind in der Architektur und im Bauwesen entsprechend DIN 276 alle innerhalb des Baugrundstücks, jedoch außerhalb des Bauwerks gelegenen baulichen Anlagen, die zur Sicherung und Bewirtschaftung des Baugrundstücks, zur Versorgung des Bauwerks und zur Formung, Gestaltung und künstlerischen Ausstattung des Baugrundstücks dienen.

## Allgemeines
Außenanlagen sind weder Teil eines Gebäudes noch einer Betriebsvorrichtung. Die Errichtung und Installation der Außenanlagen ist der letzte Teil des Bauablaufs bei Wohn- und Gewerbeimmobilien. Außenanlagen sind außerhalb der Gebäude befindliche, mit dem Grundstück fest verbundene bauliche Anlagen. Der Rechtsbegriff der Außenanlage wird im Bauvertrag erwähnt als „ein Vertrag über die Herstellung, die Wiederherstellung, die Beseitigung oder den Umbau eines Bauwerks, einer Außenanlage oder eines Teils davon“ (§ 650a Abs. 1 BGB). Bezugsfertigkeit ist bereits gegeben, bevor die Außenanlagen fertiggestellt sind. Außenanlagen sind im Regelfall wesentlicher Bestandteil des Grundstücks, auf dem das Gebäude errichtet ist.

## Bestandteile
Zu den Außenanlagen gehören Abfallentsorgung (Anlagen für Müllcontainer und Mülltonnen), außerhalb des Gebäudes angebrachte Briefkästen, Einfriedung, Entwässerung (Anschluss an die kommunale Abwasserleitung), Garagenzufahrt, Höfe, Versorgungsleitungen (für Fernwärme, Gas, Strom, Trinkwasser, Telekommunikation) oder Vorgarten. Beispielhaft sind in § 89 BewG Umzäunungen, Wege- oder Platzbefestigungen genannt. Die Außenanlagen sind gemäß § 14 BelWertV Teil einer baulichen Anlage.
Zudem gehören zu den Außenanlagen Einfriedungen, Bearbeitungen und Gestaltung des Geländes (auch z. B. Hangsicherung und Grünflächen), Kunstwerke und künstlerisch gestaltete Bauteile außerhalb der Gebäude, Sonderanlagen (z. B. Sportanlagen, Beregnungsanlagen, Lagerbehälter und -flächen, Hub- und Förderanlagen) sowie nicht öffentliche Verkehrsanlagen.

## Bilanzierung
Außenanlagen selbst sind keine Gebäude, aber erfüllen dennoch die Kriterien eines Vermögensgegenstandes, so dass sie nach § 266 Abs. 2 lit. B II 1 HGB in der Bilanzposition „Grundstücke, grundstücksgleiche Rechte und Bauten einschließlich der Bauten auf fremden Grundstücken“ zu aktivieren sind.
Nach IAS 40 sind Außenanlagen als wesentlicher Bestandteil des Grundstücks verkehrsüblicher Bestandteil von Immobilien. Gemäß § 78 BewG umfasst der Grundstückswert den Bodenwert, Gebäudewert und den Wert der Außenanlagen.